# 斯坦尼斯瓦夫·科涅茨波尔斯基
斯坦尼斯瓦夫·科涅茨波尔斯基（Stanisław Koniecpolski，1590年/1594年[a]—1646年3月11日），波兰立陶宛联邦贵族、政治家、军事家，曾任多个地区的长老和城主，自1625年起历任桑多梅日省总督、波兰王国前线盖特曼、波兰王国大盖特曼（地位仅次于国王的军事指挥官）等职务。
科涅茨波尔斯基戎马一生，战绩卓著，在20岁前就已参加德米特里战争、摩尔达维亚权贵战争，曾在1620年的楚措拉战役中被俘，后在1623年被释放。1624年至1626年间，他击败了臣服于奥斯曼帝国的鞑靼人。在1626年-1629年的波瑞战争中，他率军前往普鲁士，与古斯塔夫·阿道夫麾下的瑞军交战，虽然在人数上不占优势，却仍能与之保持相持态势。战争进入第二阶段后，科涅茨波尔斯基在7月15日至8月9日间多次向瑞军发起进攻。1629年6月25日，他成功擊敗了瑞典國王古斯塔夫二世的部隊。1634年，科涅茨波尔斯基于今乌克兰的卡缅涅茨-波多利斯基击退了奥斯曼人的一次大规模入侵。1644年，他在奥赫马图夫战役中大败再度进犯的鞑靼人，使其声誉远播。后世历史学界公认科涅茨波尔斯基为波兰立陶宛联邦历史上最有能力、最著名的军事指挥官之一。:429

## 早年生活
斯坦尼斯瓦夫·科涅茨波尔斯基出生于1590年至1594年间[a]，他可能出生在贵族与权贵家族科涅茨波尔斯基家族的发祥地——科涅茨波尔。他的父亲亚历山大·科涅茨波尔斯基是一位富有的权贵，曾任谢拉兹省省长，同时也是出身于瑞典瓦萨王室的国王齐格蒙特三世的有力支持者；而母亲是卡缅涅茨-波多利斯基省城主斯坦尼斯瓦夫·斯罗奇茨基之女安娜·斯萝奇茨卡，也因为她，科涅茨波尔斯基在波多利亚获得了大量地产。斯坦尼斯瓦夫的兄弟有克雷什托夫·科涅茨波尔斯基（chorąży koronny，贝沃兹省省长）、雷米吉乌什·科涅茨波尔斯基（赫乌姆主教，在1640年逝世）、扬·科涅茨波尔斯基（谢拉兹省省长及谢拉兹城主）和普雷德博尔·科涅茨波尔斯基（1611年逝世）。:14-15

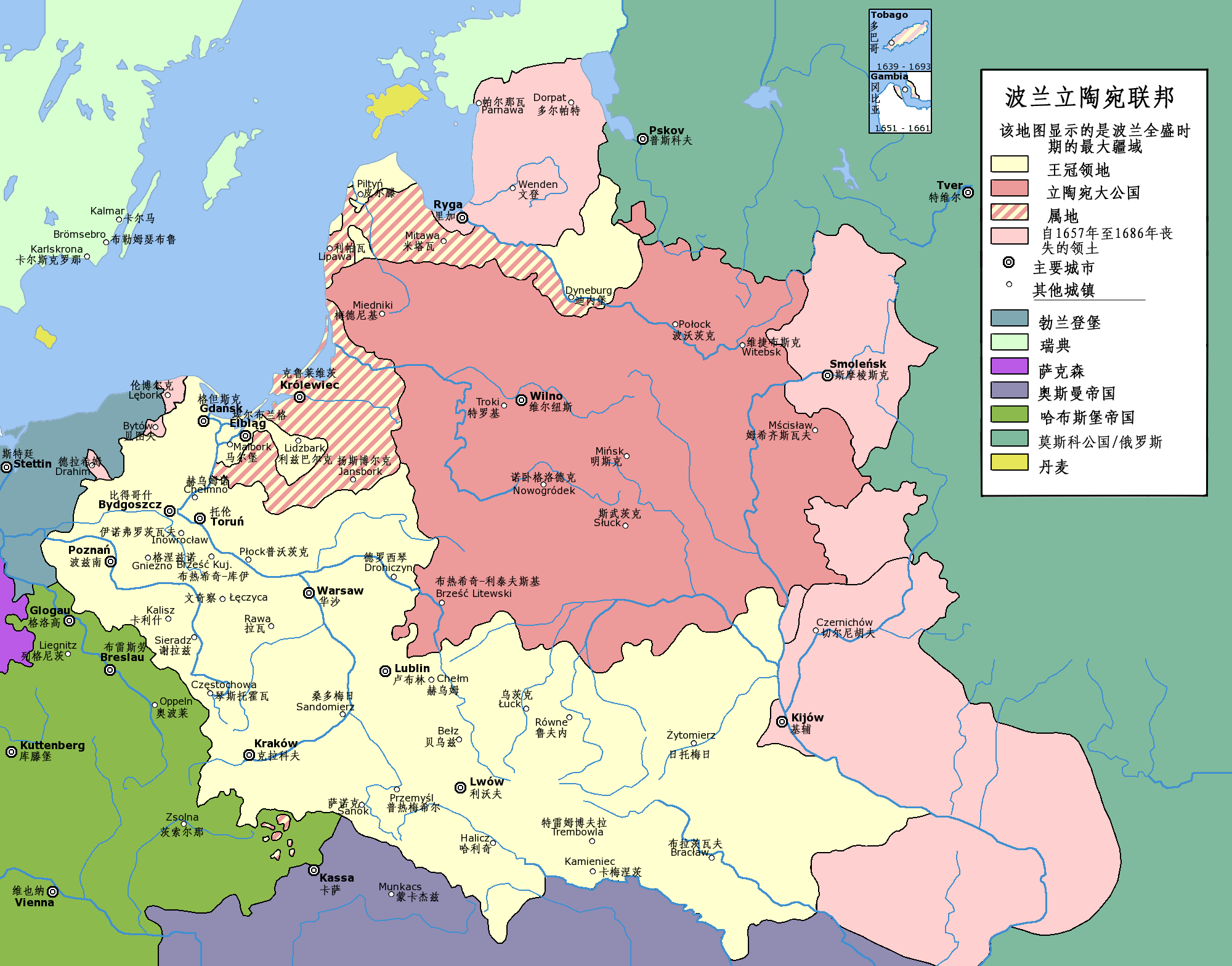
波兰立陶宛联邦在1648年达到全盛时期时的疆域

科涅茨波尔斯基有语言障碍，在說語彙较长的词时总会结巴。他在15岁时利用父亲在宫廷中的影响力而成为维隆市长老（相當於市长），此时（1603年）他也就读于克拉科夫专科学校。:22-23读了几年书后，他被父亲送入王室，施行能邁入上流社會的教育，他於該處待了一两年。:28據推測，他可能曾出访过西欧（主要是法国），并在那里住了几个月。:28后来，科涅茨波尔斯基回到了他的家族庄园。:28

## 军事生涯初期
科涅茨波尔斯基选择投身军旅生涯，他在1610年参与了德米特里战争。他随后也参与了克武申战役。1611年7月8日围攻斯摩棱斯克时，倒塌的城墙压死了他的兄弟布雷德博尔，斯坦尼斯瓦夫在战后将他兄弟的遗体运回科涅茨波尔。:33-34同年秋，他重返军队，并在立陶宛盖特曼（一個僅次於國王的軍銜）扬·卡罗尔·霍德凯夫斯基的指挥下，为被困在克里姆林宫的波军提供物资，脱离困境。:35那时，他被指挥官委以指挥波军右翼的重要任务。:35
科涅茨波尔斯基在1612年于乌克兰加入由指挥官斯坦尼斯瓦夫·若乌凯夫斯基领导的联邦正规军。:35斯坦尼斯瓦夫深受若乌凯夫斯基的影响。:361614年，他負責镇压由扬·卡尔瓦茨基领导的正规军叛乱行動。:42-43他在5月17日与扬·若乌凯夫斯基一同於罗哈腾战役中取胜，并将卡尔瓦茨基俘虏。:42-431615年，他与若乌凯夫斯基的女儿卡塔日娜结婚。:42-43在这桩婚事过后，他晋升为王冠领地内侍。:44

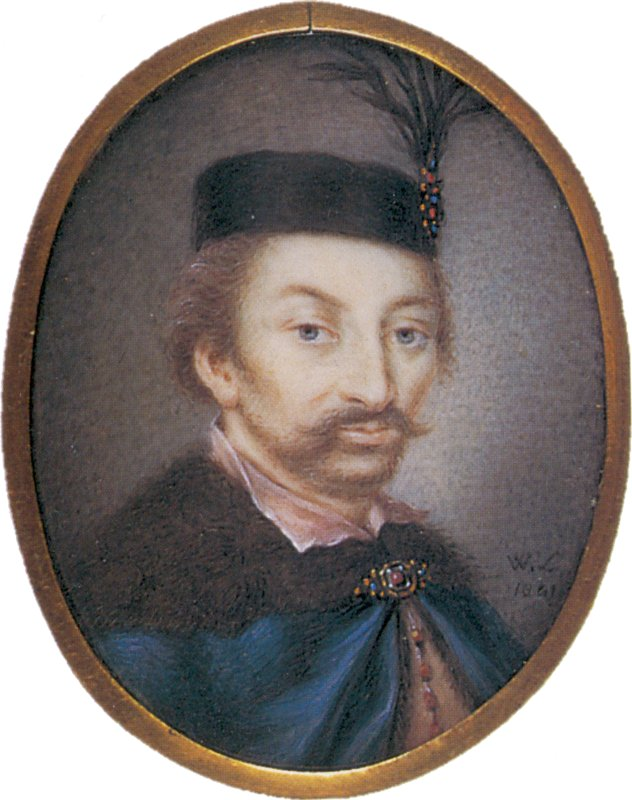
指挥官斯坦尼斯瓦夫·若乌凯夫斯基，科涅茨波尔斯基的顾问

科涅茨波尔斯基在1615年和1616年于乌克兰得到了与鞑靼人作战的经验，但未能击溃或俘虏任何一支鞑靼军队。:451616年，他的第一位妻子在她的第一个儿子安德热出生时去世了。:46-471617年，他与若乌凯夫斯基一道参加摩尔达维亚权贵战争，与厄斯坎德尔·帕沙麾下的强大土军作战。冲突最终在年内以和解告终。:46-47科涅茨波尔斯基也与住在奥尔沙尼察附近的哥萨克人谈判，登记哥萨克（在联邦军队享有特权的哥萨克）被限制在10000人以内，且不可到黑海掠夺他人财产。:48-49哥萨克人通过掠夺奥斯曼的富有城市敛取钱财，但也会招惹那些城市，让他们对联邦采取报复行动。:40-41
国王齐格蒙特三世·瓦萨在1618年联邦议会（瑟姆）召开时，不顾克雷什托夫·兹巴拉斯基及其党羽的反对，任命斯坦尼斯瓦夫·若乌凯夫斯基为王室大指挥官，科涅茨波尔斯基为王室陆军指挥官。:51
不久，科涅茨波尔斯基因在极端不利的条件下贸然追击敌军，于奥伦被鞑靼人击败，自己侥幸逃生。:56科涅茨波尔斯基后来与克雷斯蒂娜·卢博米尔斯卡结婚，她在1620年为科涅茨波尔斯基生下一名男婴亚历山大。:58
1620年，科涅茨波尔斯基和若乌凯夫斯基带兵至楚措拉，与坎提米尔帐国（铁米尔汗）交战。这次战役中，联邦军队至少10000人，由来自克雷茨基家族、扎斯瓦夫斯基家族、卡扎诺夫斯基家族、卡利诺夫斯基家族和波托茨基家族的权贵招募的私人武装构成。科涅茨波尔斯基在这场战役中指挥联邦军队右翼。波军在9月19日被击败，但他们依然能够有组织地撤退。但波军士气低下；9月20日至21日，科涅茨波尔斯基试图阻止军队崩溃，但就在后来的撤退的过程当中，军队轰然解体，并冲向河去。在随后的战役中，若乌凯夫斯基战死，科涅茨波尔斯基和诸多权贵（塞缪尔·科雷茨基、米科瓦伊·斯特鲁西、斯坦尼斯瓦夫之子扬·若乌凯夫斯基和乌卡什·若乌凯夫斯基）被俘。:65-100这些战俘们先被转移到比亚沃格拉德和伊斯坎德尔·帕沙那里，随后又被转移到君士坦丁堡附近的七塔城堡，囚禁在其中的黑塔。1621年，奥斯曼军队在霍腾被击败，随后波土关系正常化，在这种情况下，这些战俘们于1623年春回到波兰。波土关系能够稳定，主要在于克雷什托夫·兹巴拉斯基的外交使节团，这个使节团将30000名鞑靼战俘释放。:101-110

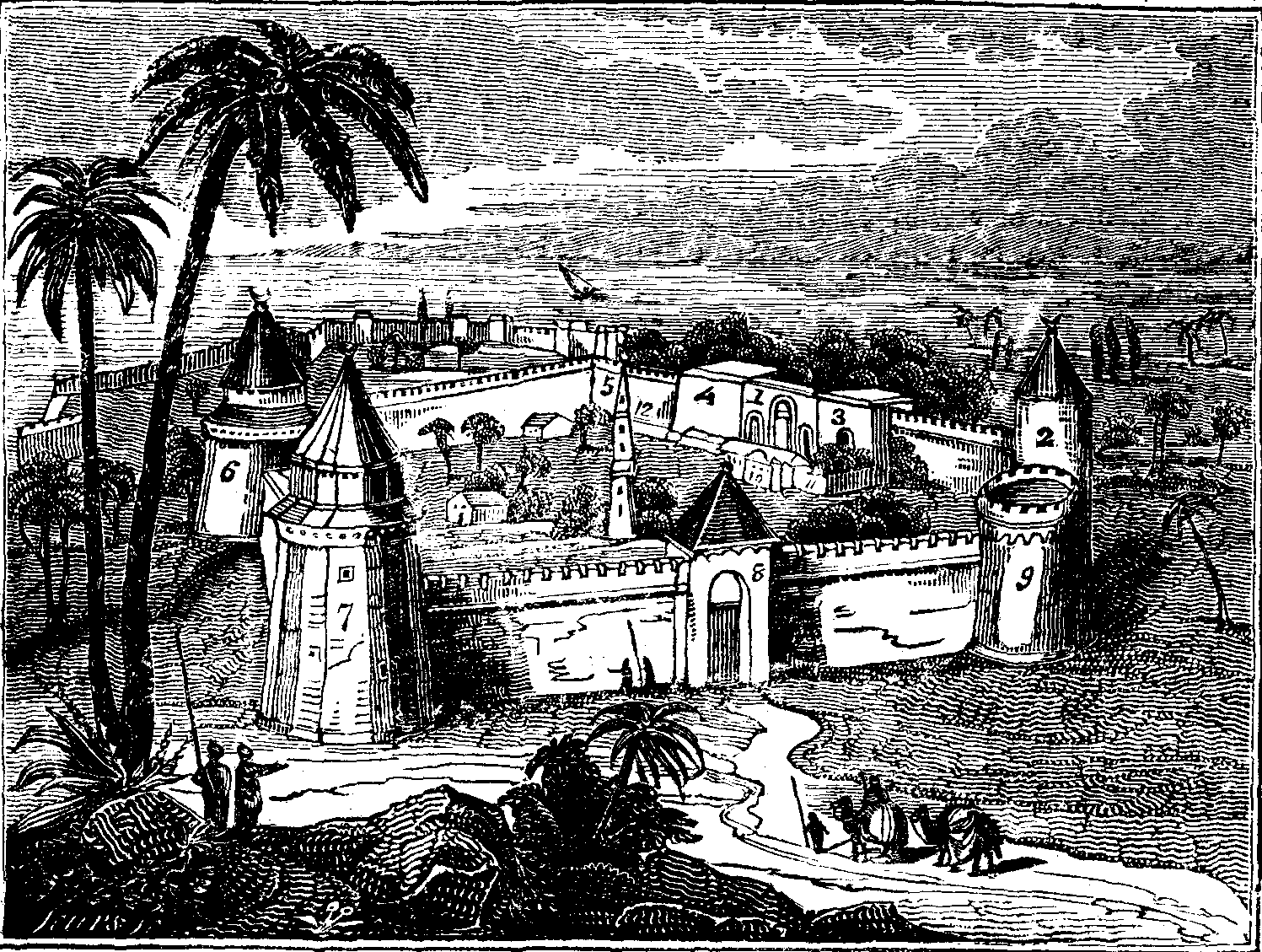
伊斯坦布尔七塔城堡，科涅茨波尔斯基囚禁于此

卡尼贝克·吉雷汗尽力遵守霍腾条约这一防止进一步边界冲突的条约，而铁米尔汗（坎提米尔）为了篡夺前者的权力，继续突袭边界地区。:113他在1623年6月重新开始突袭；随后，科涅茨波尔斯基得到了当地联邦军队的指挥权，受命阻止铁米尔汗的入侵。:114-1151623年7月，科涅茨波尔斯基在特雷姆布罗夫拉与鞑靼人发生冲突。坎提米尔的军队（horda budziacka）也在1624年2月左右入侵南波兰。:115-120其中一支部队在2月6日于什马尼科维采和奥尔什科夫采附近被科涅茨波尔斯基拦截击溃；:115-120而另一支在6月20日左右稍晚些时于马尔蒂努夫同样被击败，这种战局迫使阿里·帕沙的军队在一片混乱中撤至布科维纳。:125-134坎提米尔的军队在6月5日越过边界，但在6月20日被指挥官科涅茨波尔斯基击溃。科涅茨波尔斯基运用一种新战术——哥萨克轻骑兵与鞑靼骑兵速度相当，可以利用他们将敌人赶到被称为“车阵”（Tabor）的加强防御据点前，而火器和炮兵在车阵里据守。1625年，科涅茨波尔斯基因取得了这几场冲突的胜利，得到瑟姆30000兹罗提的奖励，同时被任命为桑多梅日省省长。:125-134
1625年，扎波罗热哥萨克在马尔科·日麦洛的领导下发动起义，他们与尚辛·吉雷伊结盟，并尝试将莫斯科公国拉到他们一边（日麦洛起义）。:135科涅茨波尔斯基想到，鞑靼人与奥斯曼中央政府之间有冲突，因此坎提米尔的布吉亚茨卡部落不会派主力支援。:136-137他从正规军和私人军队那里收集了兵力达12000人的军队。科涅茨波尔斯基保证所有忠于联邦的哥萨克人都会享有公平的待遇，并击溃了马克·日马伊瓦手下的剩余起义者。:137-1381625年10月25日，他在克雷科夫附近向哥萨克人发起进攻，那些哥萨克人设法抵御骑兵的第一次进攻，向库鲁科夫斯基湖撤退。他们试图再抵御第二次进攻，科涅茨波尔斯基“一度处于极度的危险之中”。:139-142这次冲突以库鲁科夫条约告终，双方停火；登记哥萨克人数被降至6000人；他们再次保证不会劫掠黑海沿岸地区惹怒鞑靼人了。:143-144
1626年1月末，鞑靼人带着兵力达15000人至20000人左右的军队再次入侵，劫掠了远至波多尔省的土地，并将这些地方彻底夷为平地，穿过特尔诺皮尔和泰莱波夫利亚，而一些先头部队已经抵达了卢茨克、弗拉基米尔-沃伦斯基和利沃夫城。:145科涅茨波尔斯基聚集了13000人的军队，并开始拦截鞑靼人，但他们拒绝参与战斗。:146-147最后科涅茨波尔斯基试图摧毁鞑靼军队的后方，该防线位于波鞑交界上，那里有很多财宝和奴隶。:146-147在这年晚些时候，科涅茨波尔斯基因为害怕鞑靼人的再次入侵，将瑟姆声明撕毁，征募部署了8000人的军队，以抵御料想中的鞑靼第二次入侵。:150-152在这时的很多战役中，科涅茨波尔斯基得到了一位有能力的军官博格丹·赫梅利尼茨基的帮助；在这一年科涅茨波尔斯基启程去北方，去他在波罗的海附近的新战场时，赫梅利尼茨基也对鞑靼人取得了一场重大胜利。:150-152

## 波瑞战争

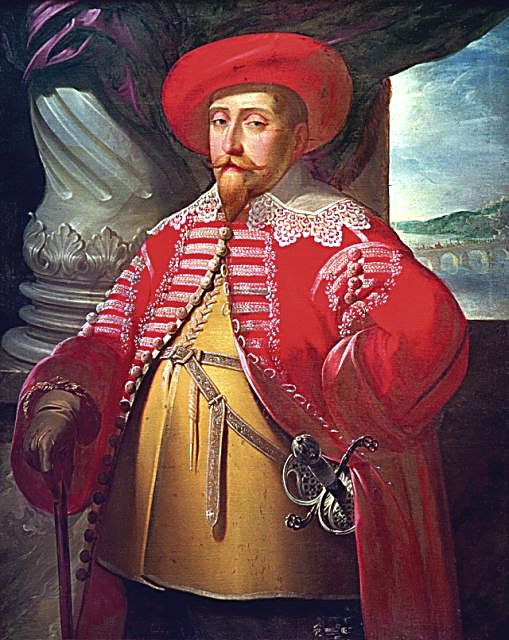
古斯塔夫·阿道夫，科涅茨波尔斯基最著名的对手

1626年，联邦北方的硝烟盖过了南方。这一年，瑞典人越过联邦边界，重燃波瑞战争的战火。1626年5月，古斯塔夫·阿道夫率领由125艘船组成的舰队，和至少14000多名士兵逼近波兰海岸，并向经过格但斯克的贸易活动课税。:167攻下皮瓦瓦和布拉涅沃后，瑞军横扫波美拉尼亚，先后占领弗洛姆博尔克、托尔克米茨科、埃尔布兰格、马尔堡、格涅夫、特切夫和斯塔洛格拉德；另一支瑞军在普茨克登陆，并占领该城（波兰立陶宛联邦舰队的主要港口）:168但是，格但斯克等主要城市即便是在瑞军势如破竹的攻势前也绝不投降。:168 1626年9月22日至30日，联邦与瑞典在格涅夫村附近交火，在这次战役中，古斯塔夫击败了由国王齐格蒙特亲自统帅的联邦军队。齐格蒙特撤军，并从联邦的其他地区搬救兵。:173-174科涅茨波尔斯基受命保卫王室普鲁士；但由于南方的局势还不稳定，行程推迟。他最终在10月1日到达王室普鲁士。:175
科涅茨波尔斯基的军队由4200名轻骑兵，1000名龙骑兵和1000名步兵构成，很快就到达了普鲁士。:175-176在其他部队的支援下，他手头上共有9000名士兵与兵力达20000人的瑞军相抗衡。但波德赫莱茨基的估计却有些许不同——是由15000余人的波军（其中包括素质不佳的格但斯克步兵）抗衡21000人的瑞军。:175-176他通过运动战，利用小批机动兵力切断敌人的通信线并将敌方较小的部队消灭，来阻止瑞典人进攻，这也迫使阿克谢尔·奥克森斯提尔那的部队由攻转守。:177-178与此同时，瑟姆同意为这次战争筹款，:179-182但是波军缺钱又缺粮，形势依然紧迫。:183-1851626年12月，立陶宛军队在因弗兰提省的科克尼斯附近被击败，被迫撤到西德维纳河后。:185瑞典人计划兵分两路——奥克森斯提尔那从维斯瓦河出发，而约翰·斯特雷夫·冯·拉文茨泰恩和马克西米连·丢弗从瑞占波美拉尼亚出兵——重创科涅茨波尔斯基。:188-190结果因维斯瓦河泛滥，他们的计划都泡汤了，科涅茨波尔斯基得以拦截来自波美拉尼亚的敌军。:191-192

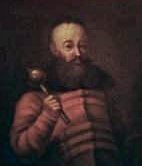
指挥官斯坦尼斯瓦夫·科涅茨波尔斯基像

1627年4月2日，科涅茨波尔斯基成功收复普茨克。:193-1941627年4月18日，波军打到恰尔内附近，迫使瑞军撤入城内；后者在一周后后投降，把他们的旗帜和军章都给丢掉了。:200-204很多雇佣兵和一些瑞典士兵在那时都叛变了。:200-204波军在1627年春接连告捷，使瑞军不仅失去他们位于维斯瓦河西岸的所有要塞，也失去速战速决的希望；在这种情况下，勃兰登堡选帝侯正式宣布支持联邦。而立陶宛军队也再次发起对因弗兰提的进攻。:206-207
5月17日，古斯塔夫·奥古斯特带领8000名援军登陆。:211从5月22日至23日夜，古斯塔夫在凯日马克附近穿过维斯瓦河，在格但斯克附近遭遇波兰军队，因臀部受伤被迫撤退。:212-213后来，科涅茨波尔斯基决定重夺格涅夫并制定了一份牵制计划。:212-213他发兵布拉涅沃，制造试图攻占这座城镇的假象，迫使古斯塔夫解围；随后古斯塔夫跟随撤退的波军，并围攻奥尔内塔。:212-213而科涅茨波尔斯基这时预感到瑞军的动向，向他的首要目标格涅夫发动突袭。:212-213据称，古斯塔夫对科涅茨波尔斯基的回应速度印象深刻。:214
科涅茨波尔斯基率领大约7800名士兵（包括2500名骑兵和联邦精锐重骑兵——骠骑兵），试图阻止瑞军从特切夫附近入侵格但斯克。:215-221从8月7日到8月8日，科涅茨波尔斯基与瑞军（10000名士兵，其中包括5000名步兵）在莫乌塔瓦湖沼泽附近交战。:215-221瑞军希望诱使波军进攻，再利用自己的步兵和炮兵将其消灭，但科涅茨波尔斯基决定不去进攻。:215-221瑞军后来先发制人，派骑兵开始进攻，但未能将波军吸引到他们的火力范围之内。瑞军进攻令波军骑兵伤亡惨重，但并没有使波军陷入瘫痪（因为科涅茨波尔斯基，波军士气高昂）。:215-221
最终，古斯塔夫·阿道夫再次受伤，瑞典撤军，这场战役终于结束。:215-221
战后，科涅茨波尔斯基认识到军队改革的重要性，他认识到，在这个时候，将步兵和炮兵的火力加强到瑞军的那个水平上是必要的。:221-225而瑞军也从波军那里学到了骑兵冲锋与混战的战术。:221-222总的来说，1627年，战局的发展对联邦有利；普茨克和格涅夫都被收复，瑞典的计划遭到挫败，瑞军有所伤亡。:222-2231627年11月28日，在奥利瓦战役中，实力较弱的波兰海军奇迹般地击败了瑞典的一支小型舰队。:222-223
1628年，波兰军队因缺乏资金支持，被迫由攻转守。:223-225:225-227古斯塔夫·阿道夫占领了诺维和布罗德尼察。科涅茨波尔斯基以最有效的手段——包括快速的骑兵混战配合步炮火力的支持、游击战术、利用工程兵修筑要塞、以及巧妙运用地形优势——利用他手头上的小支军队进行反击。:230, 232瑟姆在斯坦尼斯瓦夫·波托茨基于戈日诺战败后，决定为这次战争进一步拨款。奥地利派陆军元帅扬·耶日·阿尔恩海姆部支援联邦。:237但是，阿尔恩海姆拒绝受科涅茨波尔斯基指挥。:238
1629年6月27日，最后一战在奇强纳附近爆发。:240-246瑞军向格鲁琼兹方向发起进攻，但被阻断，瑞军随后撤至什图尔姆和马尔堡。:240-246科涅茨波尔斯基向伦伯爵扬·威廉·雷恩格拉夫指挥的后防线发起进攻，并将其摧毁。:240-246他也击退了瑞军的手枪骑兵的反击，后者试图向普乌科维采推进，在那里古斯塔夫·阿道夫随同2000名手枪骑兵发起另一次反击。:240-246但这次反击也被阻断，陆军元帅赫尔曼·弗兰格尔率领的最后的后备军阻止了波军的进攻，而这支军队也挽救了瑞军，使他们不至于落到一败涂地的境地。:240-246古斯塔夫·阿道夫受伤，最后勉强自由逃离战场。:240-246在这场战役中，有1200名瑞军士兵被杀，扬·威廉·雷恩格拉夫与几百号人被俘。:240-246波军只有不足200人战死或受伤。:240-246
但联邦的军事胜利并没又转化为其在政治上或军事上的有利条件。1629年10月26日，双方在斯塔雷-塔尔戈签署停火协议，这份协议对瑞典有利，:251-252瑞典获得了向波兰在波罗的海的贸易活动征税的权力（贸易商品价值的3.5%），并继续统治王室普鲁士的诸多城市。:251-252并被广泛认为是南波罗的海岸的统治势力。:251-252科涅茨波尔斯基在谈判中起不到主要作用，那时他被叫回乌克兰以阻止鞑靼人入侵科德尼察附近，还要处理由塔拉斯·费多罗维奇领导的哥萨克起义。

## 大盖特曼

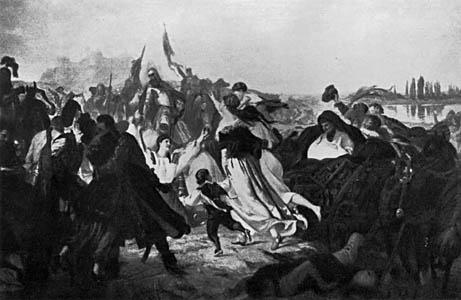
指挥官科涅茨波尔斯基从鞑靼人的手中解救出俘虏，亨里克·罗达科夫斯基绘（黑白复制品，原件在第二次世界大战中遗失）

1630年，塔拉斯处决了反对起义的赫雷霍雷·恰尔内，占领了科尔松要塞。科涅茨波尔斯基发动对佩列亚斯拉夫的围攻，但因缺少步兵和炮兵的支持，未能攻破城墙。需要物资且遭受重大伤亡的哥萨克人同意进行协商。1630年8月，双方签署佩列亚斯拉夫条约，这部条约的条款对哥萨克起义者较为宽容，其中包括对那些起义者实行赦免。:265-267通常而言，科涅茨波尔斯基:383-384支持严惩起义者，但他也认为，从长计议，如果给哥萨克提供更公平更合理的待遇，譬如增加哥萨克士兵数，按时给予他们军饷等等，哥萨克问题会解决得更好。:267-268不过，他支持让哥萨克沦为农奴的政策，这是乌克兰动乱的主因之一；:387而且，他决定通过剥削当地居民维持其军队的开销，而不是给他们发放军饷；因为上述两点原因，科涅茨波尔斯基在乌克兰极不受欢迎。
1632年，齐格蒙特三世·瓦萨在他弥留之际将科涅茨波尔斯基提拔为王室大指挥官。自斯坦尼斯瓦夫·若乌凯夫斯基战死后，这一职位已空缺12年；也许国王恐惧如果过早给予科涅茨波尔斯基这个职位，科涅茨波尔斯基就会权高镇主。:270国王死后，科涅茨波尔斯基在联邦的政治事务中发挥主要作用，在国王选举中支持齐格蒙特之子瓦迪斯瓦夫四世登基。:271作为报答，在选后翌年，瓦迪斯瓦夫四世任命科涅茨波尔斯基为克拉科夫城主，这是联邦最有声望的地方职位。科涅茨波尔斯基成为新王具有影响力的顾问，经常支持瓦迪斯瓦夫制定针对鞑靼人的外交政策。科涅茨波尔斯基也支持瓦迪斯瓦夫四世的军事改革。:315-323尽管大体上被视为国王的支持者，科涅茨波尔斯基反对瓦迪斯瓦夫四世增强王权削弱贵族民主制的计划。:315-323

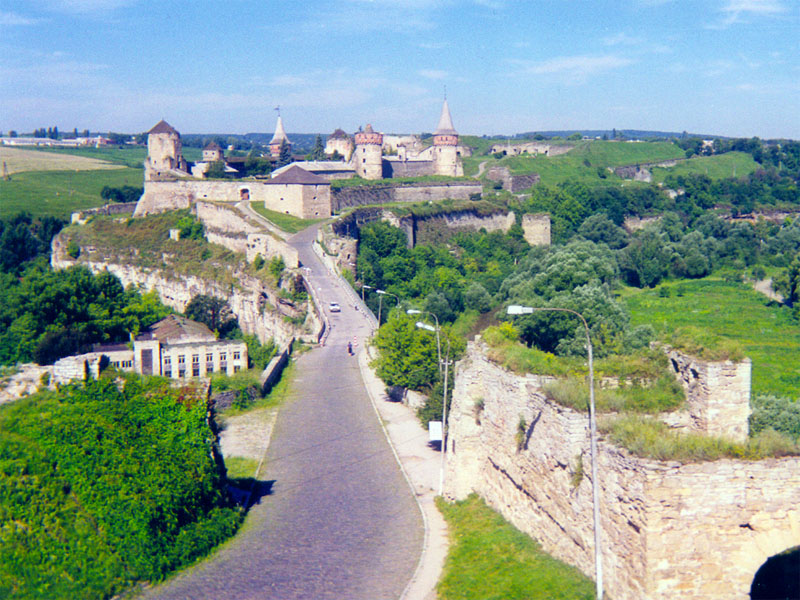
现在的卡缅涅茨-波多利斯基要塞

1633年，科涅茨波尔斯基阻止奥斯曼进攻联邦，7月4日在萨索维-鲁格战胜他们。:281这一年10月22日，他在卡缅涅茨-波多利斯基击退超过20000人的奥斯曼军队，而他自己的军队只有11000人。
土耳其人因这几次失败和科涅茨波尔斯基的态度在1634年9月签署一则新条约。该条约重申1621年的霍奇姆条约，并为波土战争（1633年—1634年）画上句号。:312-314
1635年，伊凡·苏利马统帅的哥萨克军队占领，摧毁了联邦的柯达克要塞（位于现在的第聂伯罗彼得罗夫斯克附近），科涅茨波尔斯基发起了重夺要塞，惩罚起义者的远征；苏利马遭到逮捕，随后被处决。:325-326
这一年晚些时候，科涅茨波尔斯基回到波美拉尼亚准备另一次对瑞作战，但因波瑞双方签署什图姆斯卡条约，这次备战并不需要。:326-335
科涅茨波尔斯基明白军队需要近代化，并与瓦迪斯瓦夫四世一起为这个目标努力，例如征募经历过西式战争的雇佣军，更进一步发展炮兵（他监督位于库达克、巴尔和卡缅涅茨-波多利斯基的兵工厂的建设情况，并在他位于乌克兰的土地上建立锻造车间）。他是很多优秀的的炮兵部队和技术人员的赞助人。:315-323他也许还赞助了一些制图师，譬如绘制乌克兰地图的威廉·勒·瓦瑟·博普朗，和绘制克里米亚地图的瑟巴斯蒂安·阿德斯。他也支持建立联邦波罗的海舰队。

## 晚年

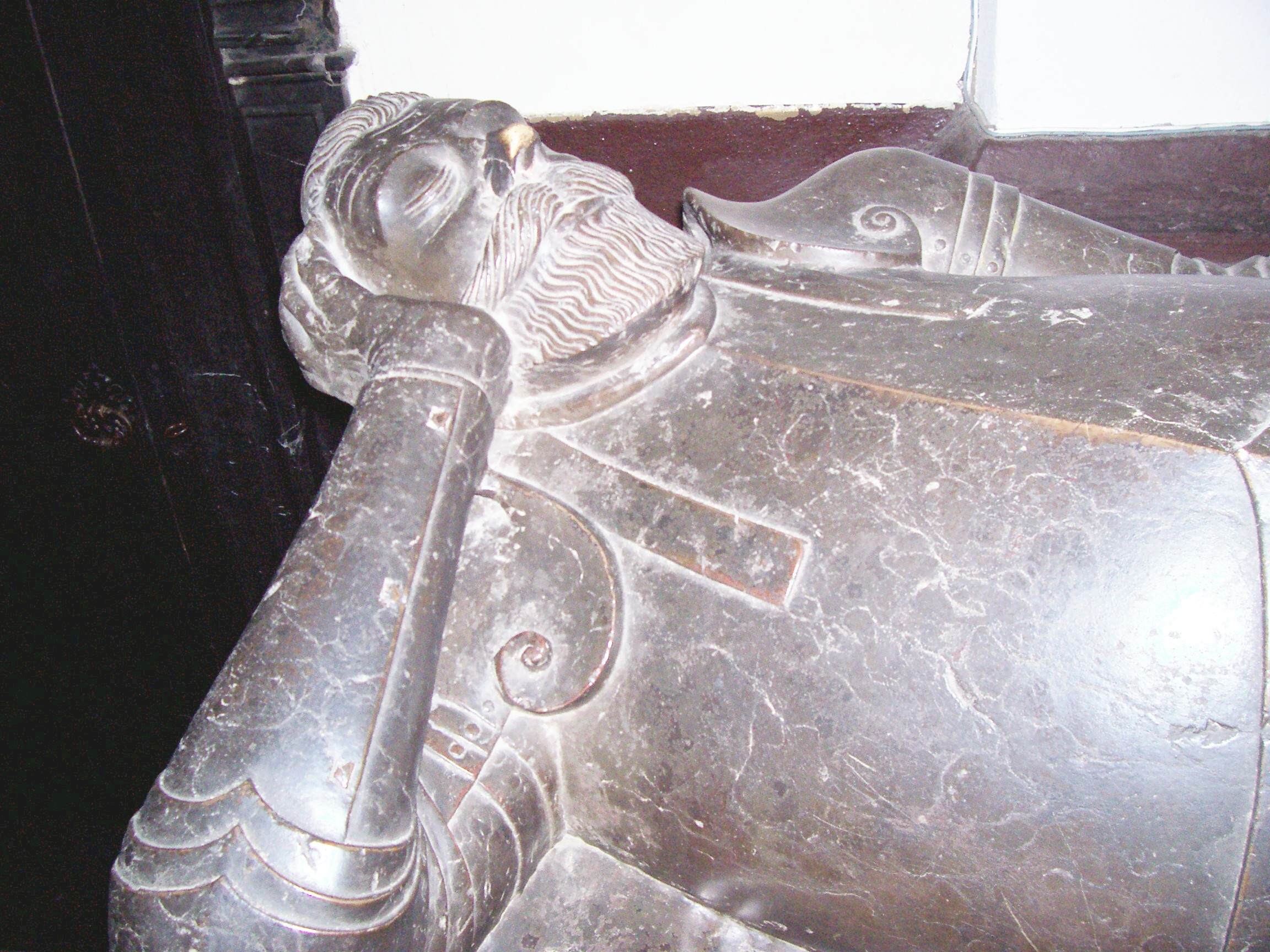
科涅茨波尔斯基的雕像，位于科涅茨波尔三一教堂

1637年后，科涅茨波尔斯基日渐衰老，体力日渐衰弱，日渐依靠年轻的指挥官米克瓦伊·波托茨基，后者在1637年和1638年成功地镇压了哥萨克起义，并在1639年成功地镇压了一起鞑靼人起义。:384科涅茨波尔斯基的名气也保护了亡命之徒塞缪尔·瓦什奇，前者将后者视为另一位有能力的指挥官。

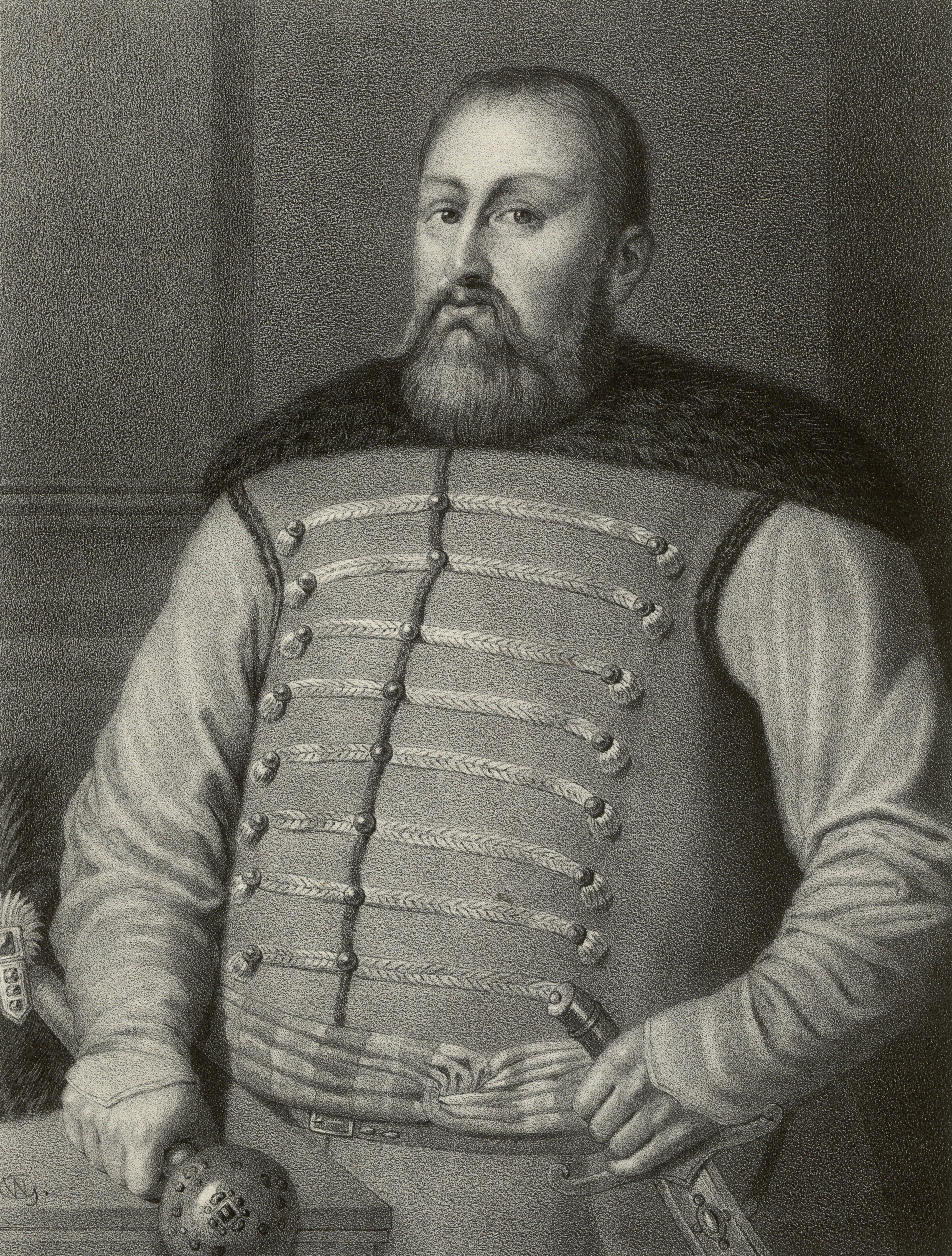
指挥官米克瓦伊·波托茨基

他在1644年的冬季战役中战胜了奥斯曼军队，这也是他人生中的几次大捷之一。:396-4051644年1月30日，带着兵力达19000名士兵的大军（他们中的60%是权贵的私人军队，科涅茨波尔斯基的私人军队有2200人），:401他在奥赫马图夫痛击了图阿伊贝伊部。:396-405因为水上的冰层塌裂，很多土军在希那-沃达溺水身亡。奥赫马图夫战役是17世纪初联邦对土耳其人取得的最大胜利，科涅茨波尔斯基因这次胜利也拥有了国际声望，他不仅预料到奥斯曼军队进攻的时间和地点，还在他们利用他们的常用战术——将他们的主要军队分为多种高机动性的单位（czambuls）——前便将他们彻底击溃。:396-405
这场胜利让瓦迪斯瓦夫四世开始策划一次针对土耳其人的进攻。:406科涅茨波尔斯基支持有限地进攻克里米亚汗国，但反对对整个奥斯曼帝国发起进攻，他将这个计划看做是异想天开。:414-416他在一部标题为《关于摧毁克里米亚鞑靼人的论述》（"Dyskurs o Zniesieniu Tatarow Krymskich"）的计划书中，详尽地说明了他的战略计划。科涅茨波尔斯基也极力主张，为了这次军事行动，应当与莫斯科公国结盟。:414-416国王瓦迪斯瓦夫继续要求向土耳其发动十字军，但国内少有人支持，除了欺骗哥萨克人称他们会因参与这次讨伐而获得权力和奖金外，这个提议什么成果也没有。
科涅茨波尔斯基在1645年妻子克雷斯蒂娜去世后，:410于1646年1月16日又娶了16岁的索菲亚·欧帕灵斯卡为妻，她是后来称为王室大元帅的乌卡什·欧帕灵斯基的女儿。:418科涅茨波尔斯基在1646年3月于布罗德逝世。:419-421很多文献指出，他的新婚是他的死因。约阿希姆·耶尔利奇在他的日记中写道，他服用了过量的壮阳药。:419-421他的葬礼在1646年4月30日于布罗德举行。:421-424

## 财富和影响力

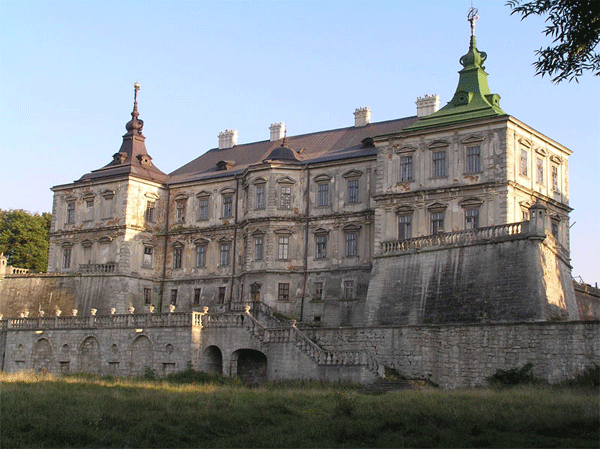
皮德希尔齐城堡，由威廉·博普朗修建，得到科涅茨波尔斯基的支持

科涅茨波尔斯基一生积攒大量财富。他的大部分领地都位于乌克兰，而他也成为乌克兰实际上的统治者；有些外国人称他是“乌克兰省督”，尽管联邦从未出现这个职位。:337在事关乌克兰的大多数政治决策上，国王瓦迪斯瓦夫都能信任他。:337:337, 375在国王的了解和支持下，科涅茨波尔斯基向伊斯坦布尔发派并迎接外交使节，展开磋商，签署协议；作为指挥官，他直接统帅联邦军队中的很大一部分。:337, 374, 375他拥有自己的私人军队和从莫斯科延伸至奥斯曼帝国的情报网。:375
科涅茨波尔斯基从他父亲那里继承约七八个村庄。:339去世时，他拥有12个长老区（starostwa），:345，超过300个居民区，其中包括几十个城镇，这些居民区使他年收入超过50万兹罗提。:351他的田产与农奴数目可观；只在布拉茨拉夫一地他就拥有18548户人为他劳作。科涅茨波尔斯基将他的大笔财产投入到他的乌克兰领地的发展之中，并支持向人烟稀少的地方移民。:353-359他建立了很多城镇与城市，并支持这些城镇和城市的发展。:361他建立布罗德镇，这个城镇因为他的投资变得繁荣，并成为当地重要的商业中心；:362-364为加强城防，科涅茨波尔斯基在布罗德修筑一座城堡和若干棱堡，此外，他还设立工坊生产波斯风格的六股丝锦缎织品和地毯。:362-367他还在皮德希尔齐建立一座设有防御工事的宫殿，这座宫殿还有美丽的意大利花园。和大多数权贵一样，科涅茨波尔斯基也资助艺术家——画家、雕刻家和作家。:371他成立了很多教堂，并努力将布罗德的学校升格为学院。:371他主持修建华沙的科涅茨波尔斯基宫（现为波兰总统官邸）。:370-371他还主持修筑防御工事（巴尔，柯达克）。:371
科涅茨波尔斯基被认为是一位彬彬有礼而具有教养的人，他参与了所有他能够参与的瑟姆，尽管因为口吃，他很少公开讲话。:375, 389他在他的贵族同僚中广受尊敬而极受欢迎。:430

## 延伸阅读
- Czapliński, Antoni and Topolski Jerzy, Historia Polski (History of Poland), 1988, ISBN 83-04-01919-1
- Davies, Norman, God's Playground, ISBN 0-231-05353-3 and ISBN 0-231-05351-7 (two volumes)
- Hetmani Rzeczypospolitej Obojga Narodów (1994). Warsaw: Bellona. ISBN 83-11-08275-8.
- Jasienica, Paweł, Rzeczpospolita Obojga Narodów, 1982, ISBN 83-06-00788-3
- Podhorodecki, Leszek (1978). Stanisław Koniecpolski ok. 1592–1646. Wydawnictwo Ministerstwa Obrony Narodowej. ISBN B0000E946H.
- Kądziela, Łukasz. . Wydawn. Bellona. 1995. ISBN 978-83-11-08275-5.
- Koniecpolski, Stanisław. . Societas Vistulana. 2005. ISBN 978-83-88385-38-4.
- Przyłecki, Stanisław. . Nakł. L. Rzewuskiego. 1842.